# Sonate K. 70
Pour les articles homonymes, voir K70.
, 32 mes.
La sonate K. 70 (F.30/L.50) en si bémol majeur est une œuvre pour clavier du compositeur italien Domenico Scarlatti.

## Présentation
La sonate K. 70, en si bémol majeur, est sans indication de mouvement. Avec les deux sonates suivantes, la parenté est évidente : elles sont écrites dans le style de toccata en imitation et un déroulement sans surprise. Les formules du dessus sont typiques du style du violon.

## Manuscrit
L'unique manuscrit est le numéro 34 du volume XIV (Ms. 9770) de Venise (1742), copié pour Maria Barbara.

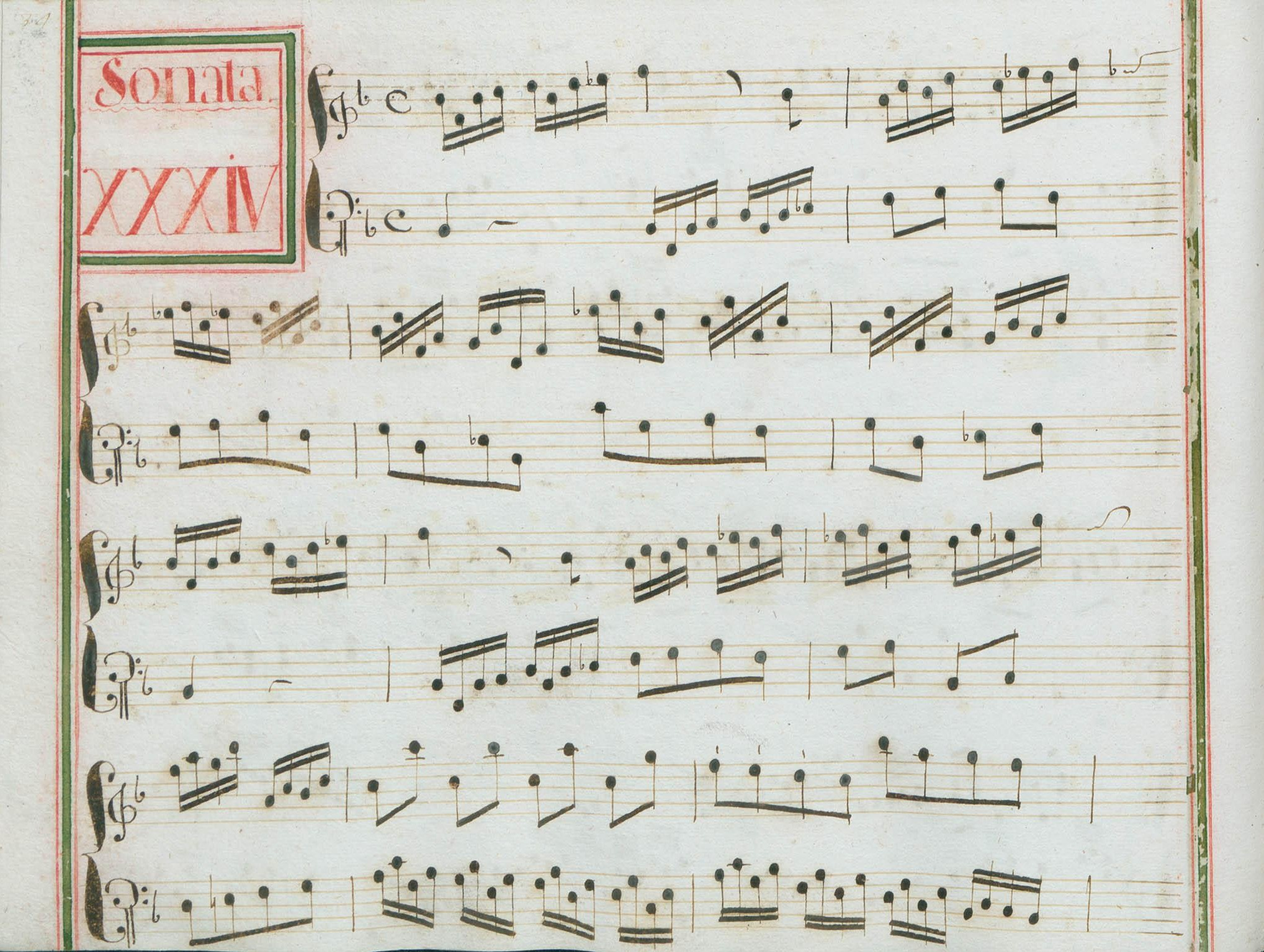
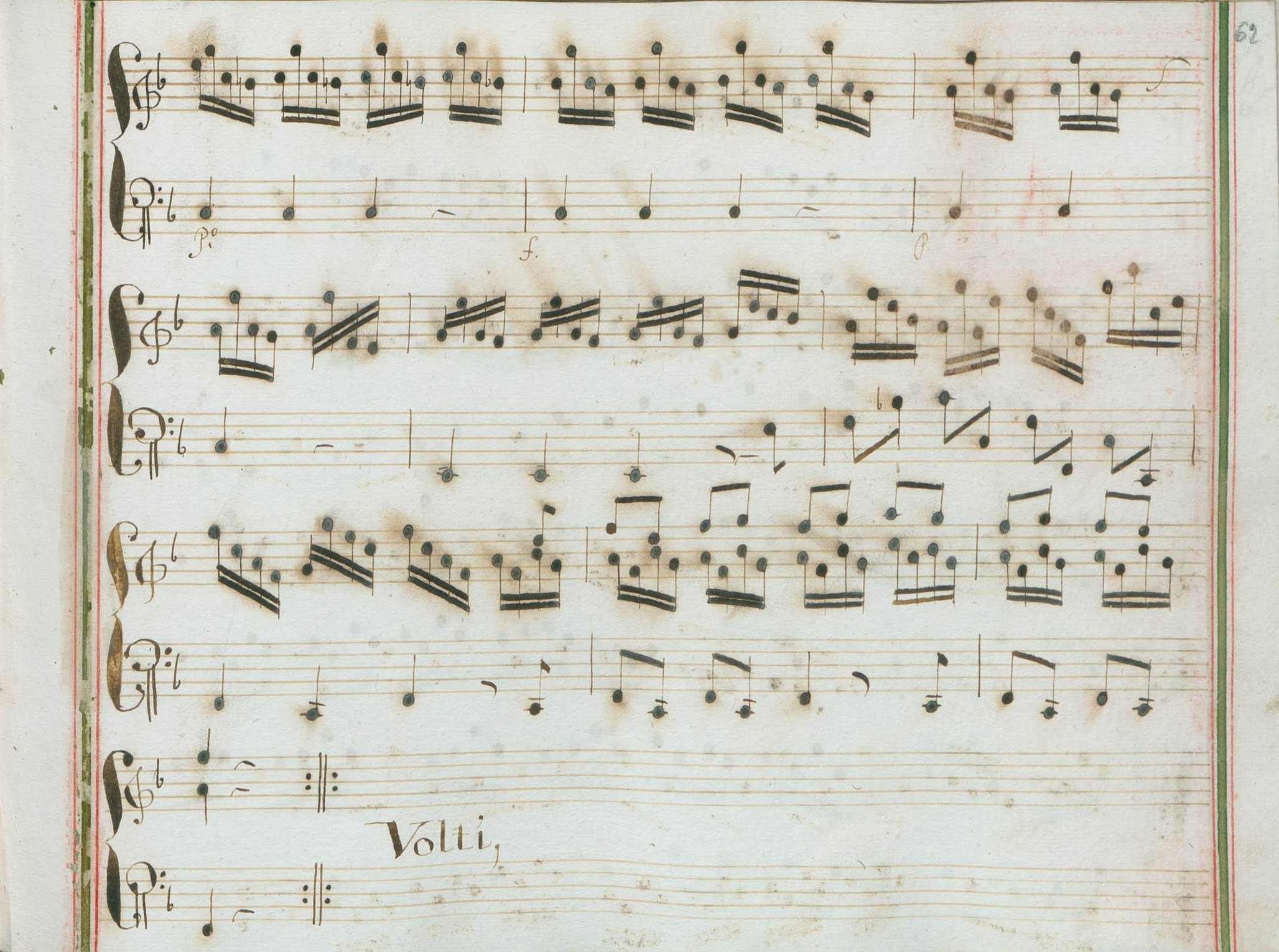
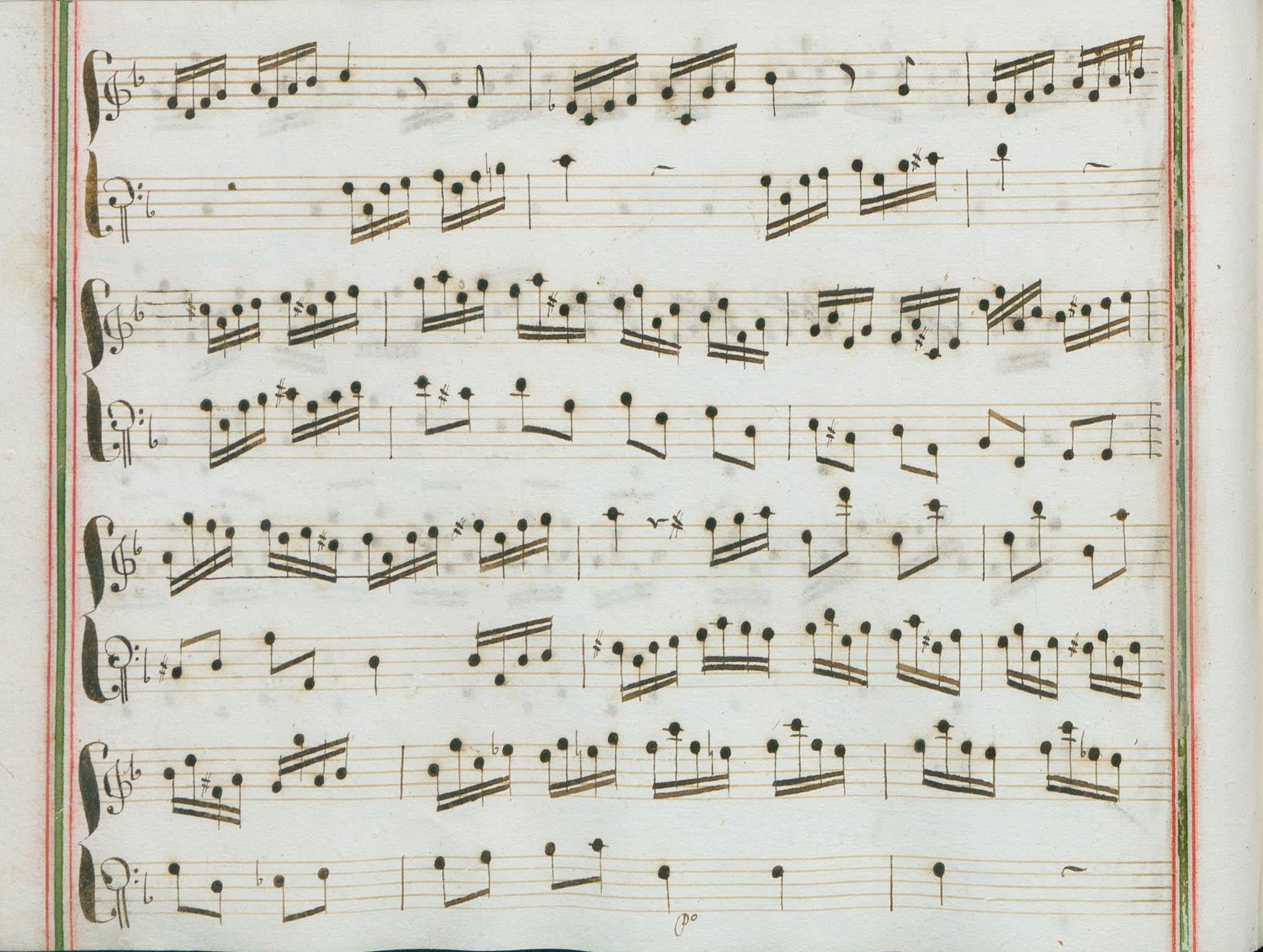
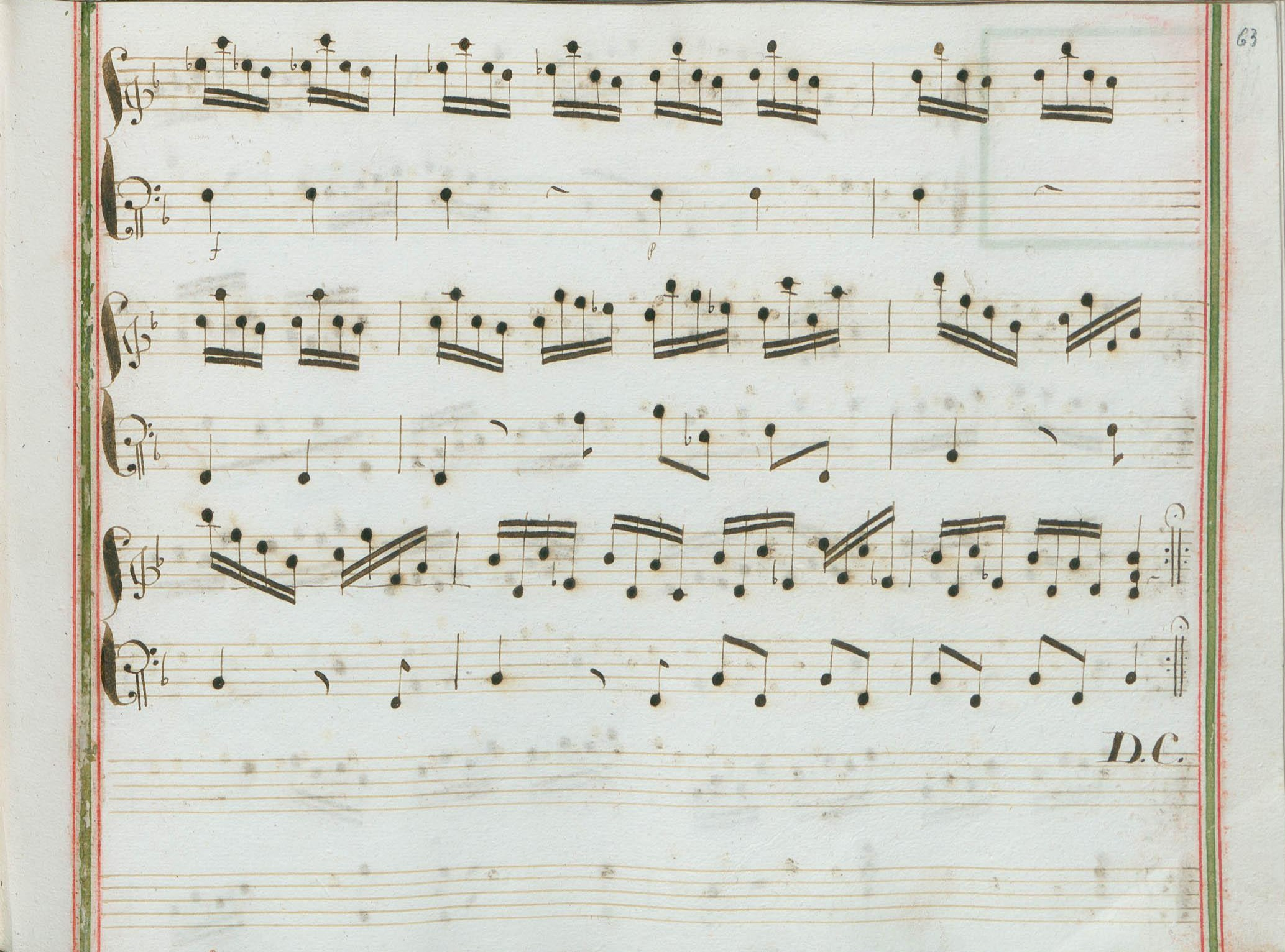

## Interprètes
La sonate K. 70 est défendue au piano, notamment par Béla Bartók (1929, Hungaroton), Jenő Jandó (1999, Naxos), Alice Ader (2010, Fuga Libera), Carlo Grante (2012, Music & Arts, vol. 3) ; au clavecin par Zuzana Růžičková (1965 et 1976, Supraphon), Scott Ross (1985, Erato), Pieter-Jan Belder (2001, Brilliant Classics, vol. 2), Francesco Cera (2002, Tactus, vol. 3) et Richard Lester (2005, Nimbus, vol. 6).

## Sources
: document utilisé comme source pour la rédaction de cet article.
- Ralph Kirkpatrick (trad. de l'anglais par Dennis Collins), Domenico Scarlatti, Paris, Lattès, coll. « Musique et Musiciens », 1982 (1re éd. 1953 (en)), 493 p. (ISBN 978-2-7096-0118-4, OCLC 954954205, BNF 34689181).
- Alain de Chambure, « Domenico Scarlatti, Intégrale des sonates — Scott Ross », Erato/Éditions Costallat (2564-62092-2 (livret : 2292-45309-2)), 1985 (OCLC 891183737) .
- (en) Joel Sheveloff, « Domenico Scarlatti: Tercentenary Frustrations », The Musical Quarterly, vol. 71, no 4,‎ 1985, p. 399–436 (ISSN 0027-4631, OCLC 5548497950, JSTOR 948094, lire en ligne)